# Frédéric Biancalani
Frédéric Biancalani (Villerupt, 21 luglio 1974) è un allenatore di calcio ed ex calciatore francese, di ruolo difensore, attualmente alla guida tecnica del Fleury.

## Palmarès

### Giocatore
- Campionato francese di seconda divisione: 2

Nancy: 1997-1998, 2004-2005
- Coppa di Lega francese: 1

Nancy: 2005-2006